# F.O.A.D.
 (mars 2023).
Si vous disposez d'ouvrages ou d'articles de référence ou si vous connaissez des sites web de qualité traitant du thème abordé ici, merci de compléter l'article en donnant les références utiles à sa vérifiabilité et en les liant à la section « Notes et références ».
Albums de Darkthrone
The Cult Is Alive
(2006) Frostland Tapes
(2008)
F.O.A.D. (Fuck Off And Die) est le douzième album studio du groupe de Black metal norvégien Darkthrone. Il est sorti le 24 septembre 2007 sous le label Peaceville Records.
Cet album s'éloigne encore plus des bases purement Black metal de Darkthrone que son prédécesseur, The Cult Is Alive. En effet, les éléments Crust punk y sont encore plus présents et plus affirmés.
Le musicien Czral (en) apparait en tant que guitariste sur le titre Church of Real Metal et en tant que vocaliste sur le titre Wisdom of the Dead.
Certaines versions spéciales de l'album contiennent en plus une carte postale, un poster et un t-shirt.
Le groupe québécois Thesyre a lui aussi un album portant le même titre. Celui-ci est paru en 2004 et est une collaboration avec le groupe portugais Corpus Christii.

## Musiciens
- Nocturno Culto – chant, guitare, basse
- Fenriz – batterie, chant
- Czral – guitare sur le titre Church of Real Metal, chant sur le titre Wisdom of the Dead

## Liste des morceaux
| 1.    | These Shores Are Damned  | Nocturno Culto                     | 5:04 |
| 2.    | Canadian Metal           | Nocturno Culto, Fenriz             | 4:44 |
| 3.    | The Church Of Real Metal | Fenriz, Czral (en), Nocturno Culto | 4:37 |
| 4.    | The Banners Of Old       | Nocturno Culto                     | 4:41 |
| 5.    | F.O.A.D.                 | Fenriz                             | 3:52 |
| 6.    | Splitkein Fever          | Fenriz, Nocturno Culto             | 4:45 |
| 7.    | Raised On Rock           | Fenriz                             | 3:27 |
| 8.    | Pervertor Of The 7 Gates | Fenriz                             | 4:25 |
| 9.    | Wisdom Of The Dead       | Fenriz, Nocturno Culto, Czral (en) | 4:43 |
| 40:18 |                          |                                    |      |